# Demis Nikolaidis
Demis Nikolaidis (grč. Ντέμης Νικολαΐδης) (Gießen, Njemačka, 17. rujna 1973.) je bivši grčki nogometaš i predsjednik atenskog AEK-a. Smatra se jednim od najboljih grčkih nogometaša ikad. Rođen je u Gießenu u tadašnjoj Zapadnoj Njemačkoj dok je djetinjstvo i mladost proveo u gradu Aleksandropoli na sjeveroistoku Grčke. Igrao je na poziciji napadača te je stekao reputaciju "rođenog strijelca". Iako nizak, bio je poznat po brzini, snazi i tehnici zbog čega među grčkim nogometašima uživa veliki ugled.

## Klupska karijera

### Grčka
Nakon što je kratko igrao u klubu Ethnikos Aleksandropoli, Nikolaidis prelazi u atenski Apollon Smyrnis. Odličnim igrama za njega su se "borili" rivali Panathinaikos i Olympiacos. Sam igrač je odbio Olympiacos te prisilio predsjednika kluba da ga transferira u AEK za koji je navijao od djetinjstva. Tamo je igrao s velikim igračima iz svoje generacije kao što su Theodoros Zagorakis, Vassilios Tsiartas, Traianos Dellas, Vassilis Lakis i Michalis Kapsis. S njima će Nikolaidis 2004. osvojiti naslov europskog prvaka.
Demis Nikolaidis je na svojem debiju za AEK protiv Ionikosa postigao i svoj prvi pogodak za klub. Tokom igranja za AEK, Nikolaidis je osvojio tri grčka kupa i jedan Superkup. Također, bio je najbolji strijelac grčkog prvenstva 1999. te drugi najbolji strijelac u Kupu UEFA 2001. (jedan gol manje od Dimitra Berbatova). Također, igrač se s 21 pogotkom u Kupu UEFA smatra najboljim napadačem u tom natjecanju uopće. Zbog svoje učinkovitosti smatra se najboljim strijelcem neke grčke momčadi u europskim natjecanjima nakon što je u 51 susretu postigao 26 pogodaka.
Za AEK je Dabizas postigao impresivnih 177 golova u 266 utakmica (računajući prvenstvene, europske i kup utakmice). To ga čini 4. najvećim strijelcem u klupskoj povijesti te igračkom legendom među navijačima.
24. ožujka 2002. Međunarodni odbor za fair play dodijelio mu je nagradu za fair play jer je igrač tokom finala grčkog kupa 8. svibnja 2000. između AEK-a i Ionikosa priznao sucu da je igrao rukom prilikom postizanja pogotka.
Iako s AEK-om nije uspio osvojiti prvenstvo, Nikolaidis je bio jedan od najomiljenijih igrača među navijačima. No, nakon svađe s vlasnikom kluba Makisom Psomiadisom, kasnijih optužbi i navodnog napada, igrač je krajem sezone 2002./03. odlučio napustiti klub. Dogovoren je sporazumni raskid ugovora iako mu je već unaprijed bio plaćen ostatak ugovora. Iako su ga mnogi klubovi htjeli, napadača je u svoje redove doveo madridski Atlético.

### Atlético Madrid
Dolaskom u Španjolsku, Nikolaidis je zatražio dres s brojem 11. Međutim, jer je taj broj već bio zauzet, uzeo je broj 21 u čast fan klubu AEK-a "Original 21". Tokom prvih mjeseci u klubu napadač je postigao šest pogodaka a igrao je u napadu zajedno s tadašnjom tinejdžerskom zvijezdom Fernandom Torresom. Međutim, nakon niza teških ozljeda igrač se udaljio od prve momčadi do kraja sezone. Zbog toga je postalo upitno hoće li ga izbornik Rehhagel pozvati u reprezentaciju na EURO 2004. u Portugalu. Igrač je ipak pozvan u reprezentaciju koja je na tom turniru osvojila zlato a Nikolaidis je uskoro, iako je imao svega 31. godinu, napustio aktivno igranje nogometa.

## Reprezentativna karijera
Igrač je debitirao za grčku reprezentaciju 26. travnja 1995. na utakmici protiv Rusije te je postao važan napadač u reprezentaciji. Iste godine Nikolaidis je na utakmici protiv Finske u Helsinkiju postigao prvi pogodak za Grčku. 1999. godine su on te Michalis Kasapis i Ilias Atmatsidis su najavili povlačenje iz reprezentacije zbog nepravdi u grčkom prvenstvu. Nikolaidis se vratio u reprezentaciju nakon dvije godine zbog razočaravajućih igara Grčke.
Nakon što je novim grčkim izbornikom postao Otto Rehhagel, reprezentacija se izravno plasirala na Europsko prvenstvo u Portugalu 2004. a izbornik je na turnir pozvao i Nikolaidisa iako je bio ozlijeđen. Napad Grčke su činili Zisis Vryzas i Angelos Charisteas dok je Nikolaidis ulazio u igru s klupe u sve tri utakmice skupine. Na utakmici četvrtfinala protiv Francuske, Nikolaidis je bio u početnom sastavu a Grčka je senzacionalno pobijedila s 1:0. Nakon toga, igračeva ozljeda se povećala te nije igrao u posljednje dvije utakmice turnira.
Za reprezentaciju je ukupno skupio 54 nastupa te je 17 puta bio strijelac. Zbog toga je danas šesti najbolji grčki reprezentativni strijelac. Iako je u igračkoj karijeri postigao mnogo, postavljaju se pitanja je li igrač mogao postići još više da se nije igrački umirovio u 31. godini.

### Pogoci za reprezentaciju
| #   | Datum               | Mjesto                | Protivnik           | Pogodak | Rezultat | Natjecanje                                      |
| --- | ------------------- | --------------------- | ------------------- | ------- | -------- | ----------------------------------------------- |
| 1.  | 11. lipnja 1995.    | Helsinki, Finska      | Finska              | 0 – 1   | 2 – 1    | Kvalifikacije za EP u Engleskoj 96'             |
| 2.  | 15. studenoga 1995. | Heraklion, Grčka      | Farski otoci        | 2 – 0   | 5 – 0    | Kvalifikacije za SP u Engleskoj 96'             |
| 3.  | 24. travnja 1996.   | Atena, Grčka          | Slovenija           | 2 – 0   | 2 – 0    | Kvalifikacije za SP u Francuskoj 98'            |
| 4.  | 8. svibnja 1996.    | Ioannina, Grčka       | Gruzija             | 1 – 0   | 2 – 0    | Prijateljska utakmica                           |
| 5.  | 8. svibnja 1996.    | Ioannina, Grčka       | Gruzija             | 2 – 0   | 2 – 0    | Prijateljska utakmica                           |
| 6.  | 14. kolovoza 1996.  | Atena, Grčka          | Albanija            | 1 – 0   | 2 – 1    | Prijateljska utakmica                           |
| 7.  | 1. rujna 1996.      | Kalamata, Grčka       | Bosna i Hercegovina | 3 – 0   | 3 – 0    | Kvalifikacije za SP u Francuskoj 98'            |
| 8.  | 10. studenoga 1996. | Zagreb, Hrvatska      | Hrvatska            | 0 – 1   | 1 – 1    | Kvalifikacije za SP u Francuskoj 98'            |
| 9.  | 3. veljače 1999.    | Larnaca, Cipar        | Finska              | 1 – 1   | 2 – 1    | Prijateljska utakmica                           |
| 10. | 10. ožujka 1999.    | Atena, Grčka          | Hrvatska            | 3 – 2   | 3 – 2    | Prijateljska utakmica                           |
| 11. | 9. listopada 1999.  | Maribor, Slovenija    | Slovenija           | 0 – 3   | 0 – 3    | Kvalifikacije za EP u Nizozemskoj i Belgiji 00' |
| 12. | 6. listopada 2001.  | Manchester, Engleska  | Engleska            | 1 – 2   | 2 – 2    | Kvalifikacije za SP u Japanu i Koreji 02'       |
| 13. | 10. studenoga 2001. | Atena, Grčka          | Estonija            | 1 – 0   | 4 – 2    | Prijateljska utakmica                           |
| 14. | 10. studenoga 2001. | Atena, Grčka          | Estonija            | 2 – 0   | 4 – 2    | Prijateljska utakmica                           |
| 15. | 12. svibnja 2002.   | Aleksandropoli, Grčka | Rumunjska           | 1 – 0   | 3 – 2    | Prijateljska utakmica                           |
| 16. | 16. listopada 2002. | Atena, Grčka          | Armenija            | 1 – 0   | 2 – 0    | Kvalifikacije za EP u Portugalu 04'             |
| 17. | 16. listopada 2002. | Atena, Grčka          | Armenija            | 2 – 0   | 2 – 0    | Kvalifikacije za EP u Portugalu 04'             |

## Predsjednička karijera
Nakon što je AEK suočen s optužbama za korupciju te mogućnošću da klub ispadne u 4. ligu, Nikolaidis je (nakon što se povukao iz igranja nogometa) uz veliku potporu navijača uspostavio konzorcij sastavljen od poslovnih ljudi 27. svibnja 2004. s ciljem kupnje kluba. Demis Nikolaidis je postao predsjednik kluba a pred sebe je postavio zadatak da u razdoblju od 5 godina riješi sve dugove AEK-a te učini klub nogometnom silom u Europi. Tehničkim direktorom je postao Ilija Ivić, bivši Nikolaidisov suigrač u AEK-u. Klub je doveo nekoliko pojačanja te se borio za naslov prvaka, završivši treći na prvenstvenoj tablici. Za vrijeme Nikolaidisovog predsjedničkog mandata klub se uspio plasirati u Ligu prvaka. AEK je poboljšao financijsko stanje te se klupska politika usmjerila i na smanjenje huliganizma na stadionu.
2. studenoga 2008. Nikolaidis je odlučio napustiti predsjedničko mjesto u klubu nakon kontinuirano slabih rezultata kluba, navodeći da nije uspio ostvariti vlastite ciljeve koje si je postavio. Jedan od razloga njegove ostavke bio je što klub nije uspio prodati 30.000 sezonskih ulaznica uz objašnjenje: "Da sam uspio uvjeriti AEK-ove navijače da dođu na stadion sada ne bih otišao. Trebamo ih 30.000 da postanemo velika momčad." Tijekom Nikolaidisovog predsjednikovanja klubom AEK je ostvario prvu pobjedu u Ligi prvaka a klub je na transferima imao dobit od 16 milijuna eura prodajući igrače kao što su Katsouranis, Papastathopoulos, Tozser i Kyrgiakos.

## Osvojeni trofeji

### Klupski trofeji
| Klub      | Natjecanje     | Godina |
| Grčka     | Grčka          | Grčka  |
| --------- | -------------- | ------ |
| AEK Atena | Grčki kup      | 1997.  |
| AEK Atena | Grčki kup      | 2000.  |
| AEK Atena | Grčki kup      | 2002.  |
| AEK Atena | Grčki Superkup | 1996.  |

### Reprezentativni trofej
| Portugal   | Portugal |
| Natjecanje | Trofej   |
| ---------- | -------- |
| EURO 04'   | Zlato    |

### Individualni trofeji
| Nagrada                             | Godina |
| ----------------------------------- | ------ |
| Najbolji grčki mladi nogometaš      | 1995.  |
| Najbolji grčki nogometaš            | 1997.  |
| Najbolji grčki nogometaš            | 1998.  |
| Najbolji grčki nogometaš            | 2002.  |
| Najbolji strijelac grčkog prvenstva | 1999.  |
| FIFA Fair play                      | 2002.  |